# Dercsik Nepomuk János
Dercsik Nepomuk János (Dertsik Nepomuk János) (Csáca, 1785. május 15. – Buda, 1842. július 29.) teológiai doktor, címzetes püspök és belső titkos tanácsos.

## Élete
A teológiát 1804-től Bécsben hallgatta és mint teológiai doktor jött onnan haza. 1806-tól 1809-ig tanulmányi felügyelő volt a pesti központi papnevelő intézetben; 1809-től 1814-ig a bibliai tárgyakat tanította a Nagyszombati Egyetemen, 1815-től a keleti nyelveket a pesti egyetemen; 1826. január 2. esztergomi kanonokká s pesti papnevelői kormányzóvá lett. 1829-ben a budai könyvvizsgáló hivatalhoz egyházi könyvek királyi vizsgálójává, 1830 elején pedig sz. Ipoly zoborhegyi apátjává neveztetett ki. 1833-ban a teológiai kar elnöke s igazgatója, 1836-ban az egyetem rektora, helytartósági előadó tanácsosa és pristinai címzetes püspök lett egyúttal.

## Művei
- Institutiones linguae arabicae in usum theologiae auditorum ad summas lineas reductae. Viennae, 1817.
- Parallela linguae aramicae seu: chaldaicae et syriacae institutio, in compendio exhibita. Pestini, 1835.
- Sermo dum regia universitatis hungarica bissecularem memoriam natalium suorum a Petro Pázmán… Tyrnaviae 1635. acceptorum ritu solemni 26. Junii 1836. celebraret, habitus. Budae, 1836.

Üdvözlő beszéde, melyet Kopácsy József herczegprimás székfoglalója alkalmából mondott, megjelent az Esztergomi díszünnepély című munkában.
Kézirati munkája: Grammatica Arabica et versiones e lingua Arabica. (Szilasy János papnevelőintézeti növendéknek 1816–17. másolatában)